# Propulsore Voith Schneider

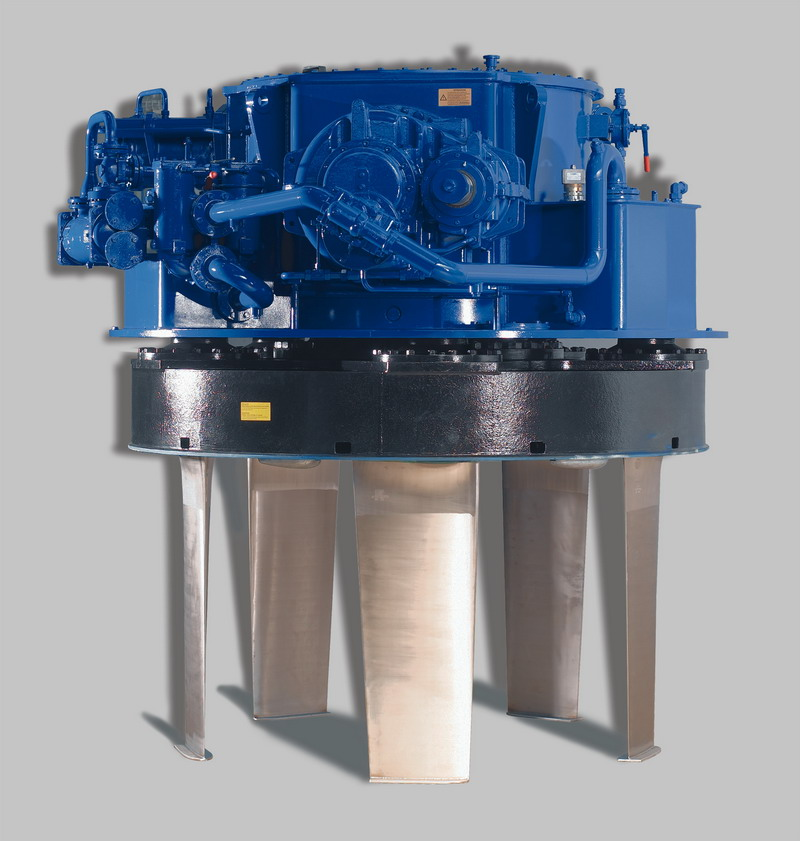
Propulsore Voith Schneider

Il propulsore Voith-Schneider noto anche come unità cicloidale è uno speciale sistema di propulsione marina. È altamente manovrabile, in grado di cambiare la direzione della sua spinta quasi istantaneamente. È ampiamente utilizzato su rimorchiatori e traghetti.

## Storia
Venne inventata come propulsione Voith-Schneider da Ernst Schneider. Sviluppata dal 1926 dalla società tedesca Voith a Heidenheim an der Brenz-St. Pölten.

## Funzionamento

Principio di funzionamento, vista dall'alto con direzione di navigazione dal basso verso l'alto. Le frecce blu rappresentano la direzione della forza propulsiva

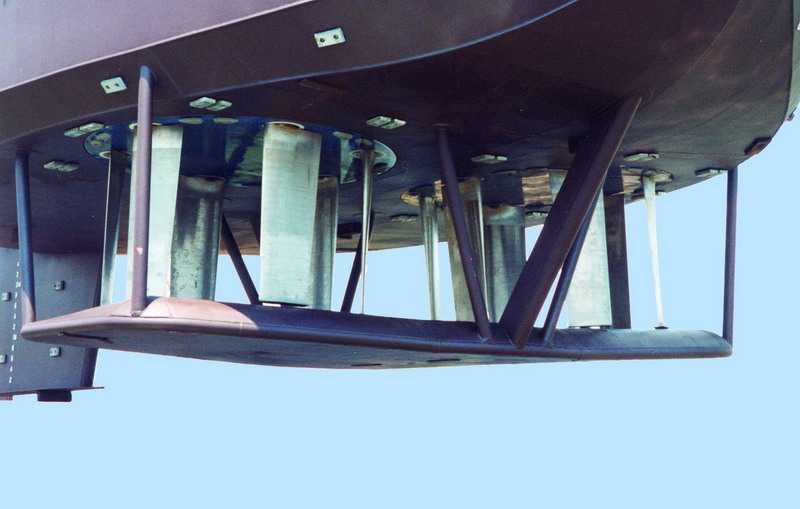
Coppia di propulsori Voith Schneider montati su un rimorchiatore

Nel fondo della nave è presente un piatto circolare, in grado di ruotare attorno ad un asse verticale, dal quale sporgono una serie circolare di pale verticali di forma appropriata. Ogni pala può ruotare a sua volta attorno ad un asse verticale. L'orientamento delle pale è legato ad un sistema di leve che sono connesse ad un secondo asse di rotazione passivo, che nel caso coincida con quelle del piatto circolare sottostante permette la rotazione delle pale col piatto senza mutarne la inclinazione. Se invece l'asse di rotazione passivo delle pale viene portato in posizione disassata alla rotazione del piatto, le pale assumono ruotando col piatto, ma legate alle leve vincolate al secondo asse, un orientamento che varia durante il giro del piatto stesso, producendo progressivamente una spinta prevalente in una direzione (in funzione della direzione del disassamento). Essendo il disassamento possibile in qualsiasi direzione e di entità variabile, permette la spinta delle pale in qualsiasi direzione e di proporzionale entità.
Mezzi marini di particolare utilizzo (come il rimorchiatore, che deve essere dotato di particolare versatilità), possono essere dotati di più unità, tali da permettere il perfetto moto trasversale, in assenza di alcun moto longitudinale del vascello.